# Kirche Kirchberg (Küttigen)

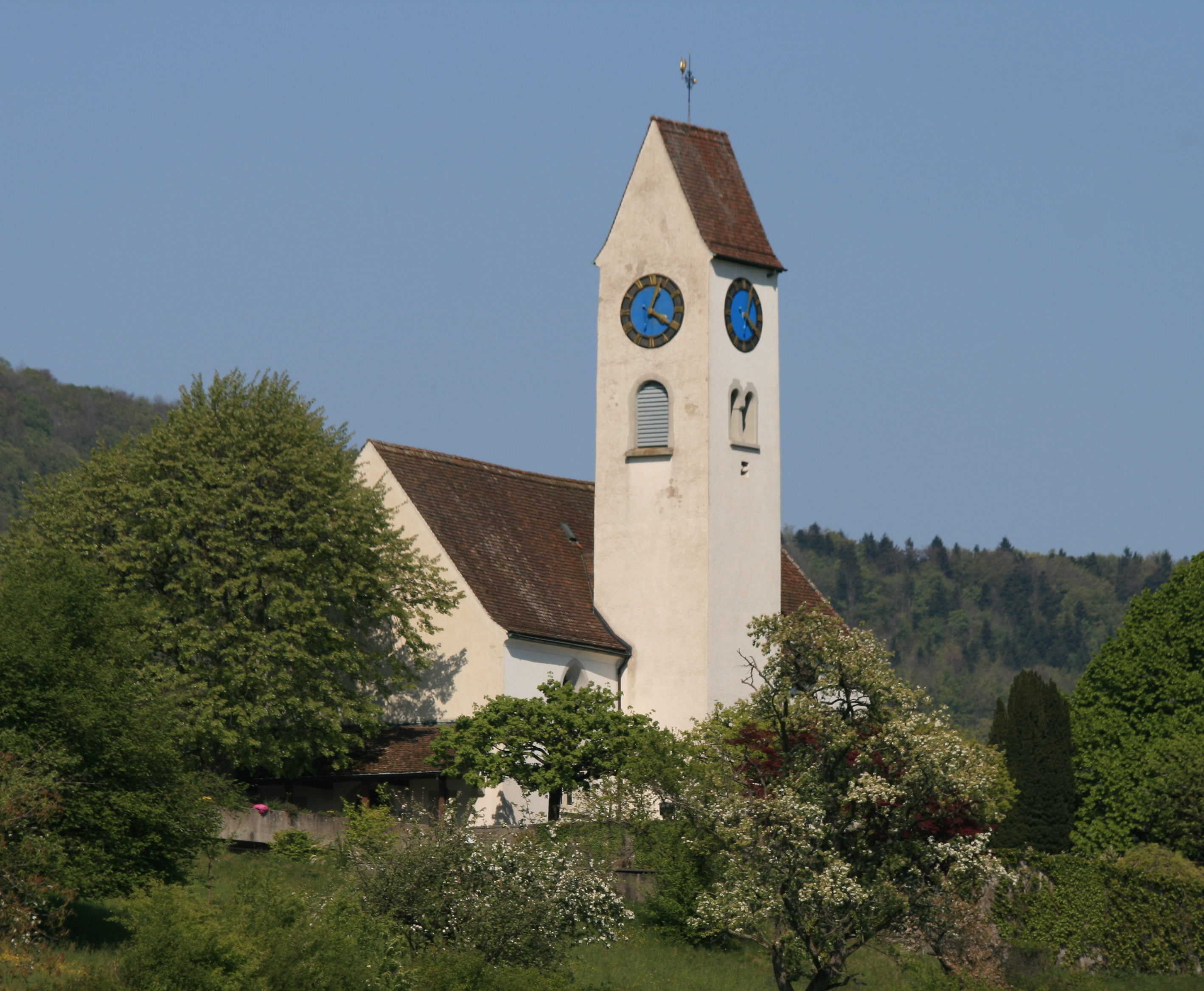
Kirche Kirchberg

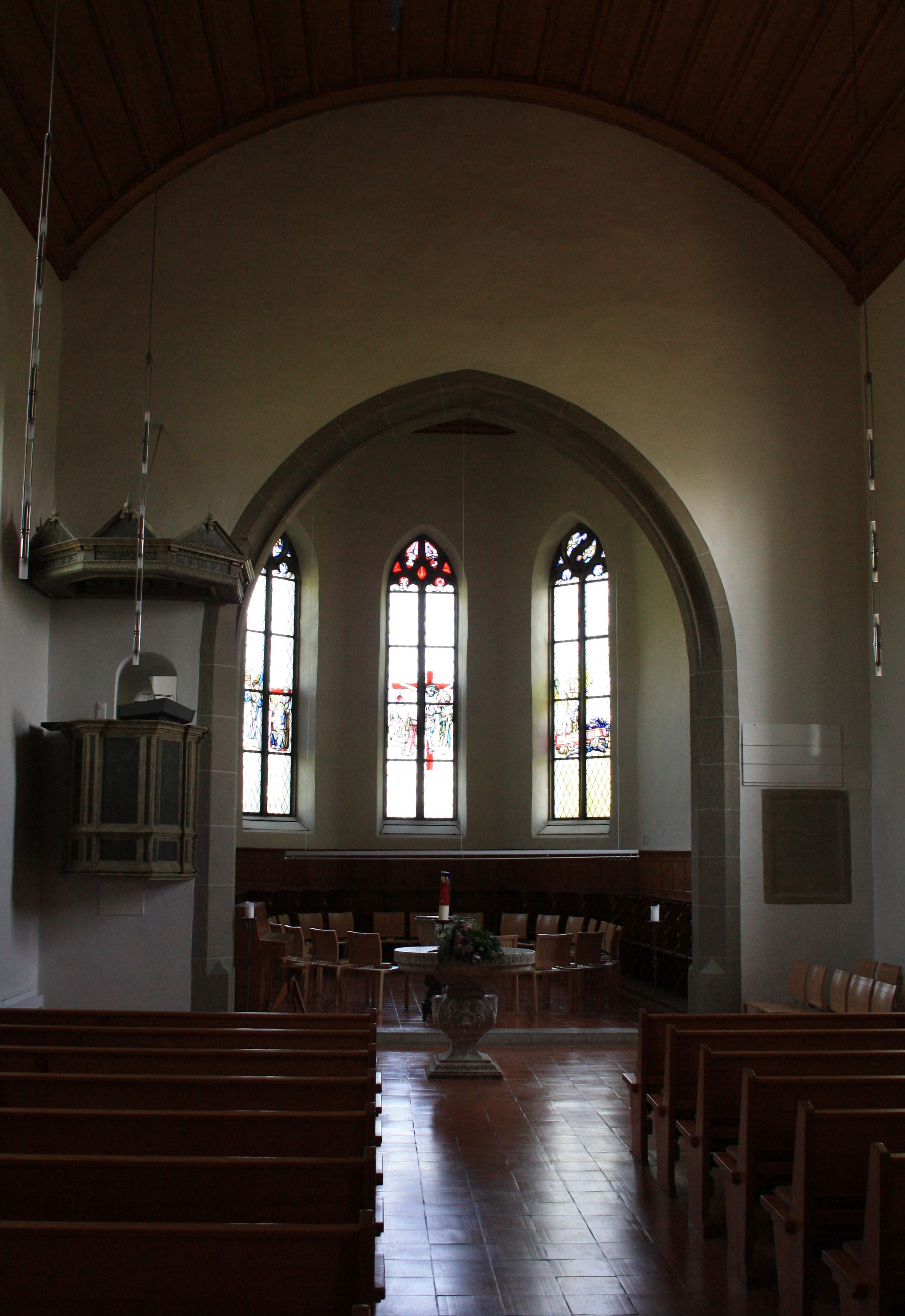
Chor und Kanzel

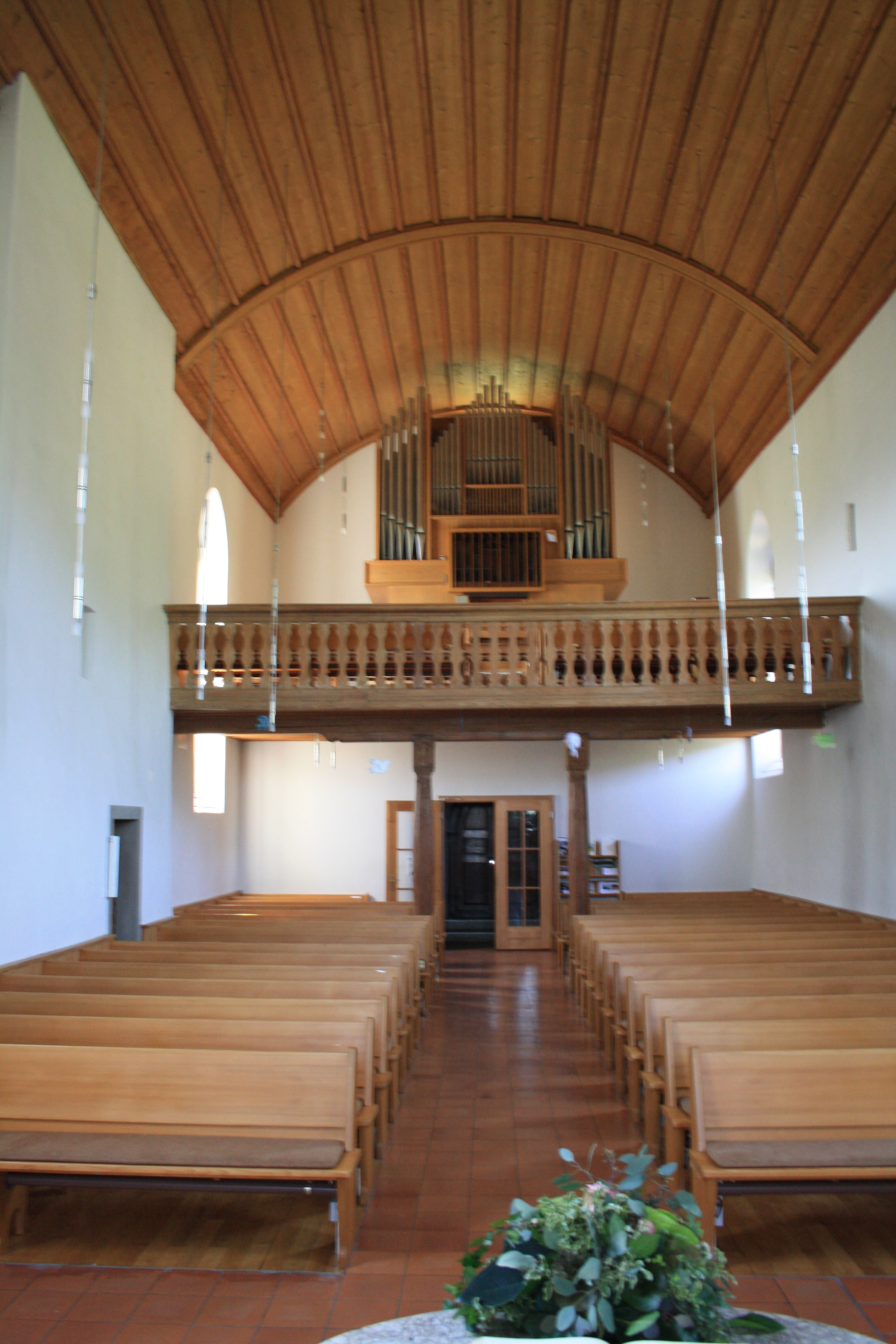
Empore mit Orgelprospekt

Die Kirche Kirchberg  ist die reformierte Kirche der evangelisch-reformierten Kirchgemeinde Kirchberg und steht in der aargauischen Gemeinde Küttigen im Kanton Aargau.

## Geschichte
Urkundlich erwähnt wurde die Kirche erstmals im Jahr 1036 im Zusammenhang mit der Besitzübergabe an das Chorherrenstift Beromünster. Damals war sie der Jungfrau Maria geweiht. Der Name Kirchberg erschien erstmals 1245. Ab 1528 diente die Kirche der reformierten Konfession, die Kollatur verblieb aber beim Stift im katholischen Beromünster, der weiterhin das Recht zur Wahl des Pfarrers hatte. Dieses ungewöhnliche Rechtsverhältnis endete erst 1853 mit der Übernahme der Kollatur durch den Kanton Aargau.

### Architektur
Die heutige Kirche wurde um 1500 anstelle ihres Vorgängerbaus in spätgotischem Stil errichtet. Der Kirchturm, der von der Romanik geprägt ist, stammt aus dem Hochmittelalter und ist somit deutlich älter. Im 19. Jahrhundert erfuhr die Kirche einige Änderungen. 1851 wurde eine Vorhalle angebaut, 1868 der Kirchturm erhöht und erhielt einen Spitzhelm. 1929 ersetzte man den Spitzhelm durch den ursprünglicheren Käsbissen. Die bisher letzte Aussenrenovation erfolgte 1987, die letzte Innenrenovation 2006. 2011 wurde die Turmtechnik und das Äussere der Kirche renoviert.

### Innenausbau und Orgel
Um 1896 verfügte die Kirche über eine zweistöckige Empore, wobei sich der erste Stock auch über die rechten Kirchenschiffseite bis fast zum Chor hinzog. Im Jahre 1896 wurde durch Orgelbau Goll & Cie, Luzern eine Orgel mit 8 klingenden Registern auf dem zweiten Geschoss der Empore eingebaut. Diese wurde im Jahre 1957 ersetzt durch eine grössere Orgel mit 18 klingenden Registern von Orgelbau Metzler AG, Dietikon. Diese neue Orgel steht auf dem ersten Geschoss der Empore, während das zweite wohl im Zuge des Orgelersatzes abgebaut wurde, genauso wie auch die Durchgehend ein auf alten Photographien sichtbares Dachfenster schlossen wurde.

## Gebäude und Ausstattung
Das Kirchenschiff und der eingezogene Chor ruhen auf einem kräftigen Sockel und sind unter einem durchgezogenen Satteldach vereinigt. Ihre Wände sind verputzt und weisen keine Gliederung auf. An das Schiff sind auf der Westseite eine neugotische Vorhalle unter einem Satteldach und auf der Südseite der Kirchturm angebaut. Das Turmdach weist vier Uhrgiebel und einen Spitzhelm auf. Die Fenster sind als Spitzbögen mit Masswerk und Gewänden aus Sandstein ausgeführt. An der Südseite des Chors befindet sich ein Fischblasen-Rundfenster, das an der Innenseite zugemauert ist.
Im Innern sind das Kirchenschiff und der etwas erhöhte Chor durch einen Rundbogen voneinander getrennt. Auf der linken Seite des Bogens ist die hölzerne, polygonale Kanzel angebracht. Über dem Schiff wölbt sich eine Holztonnendecke. An der Rückwand ruht auf zwei profilierten Holzpfosten eine Empore mit der Orgel. Der Chor ist polygonal geschlossen und verjüngt sich nach hinten. Hier finden sich Glasfenster des Aargauer Künstlers  Felix Hoffmann.

## Umgebung
In der südöstlichen Ecke des Kirchhofes befindet sich eine Linde, die vom Pfarrer Jakob Nüsperli von Aarau gepflanzt wurde und unter welcher er ruht. Nüsperli amtierte von 1781 bis 1835 als Pfarrer und gründete die „grosse, in der ganzen Schweiz bekannte Baumschule im Leuenfeld bei Aarau“.
Im Jahre 2000 wurde ein neuer Friedhofsteil angelegt. Dort befindet sich auch eine vergoldete Stele von der Künstlerin Ruth Maria Obrist. Der Grundriss der Stele hat die Form eines Kreuzes.